# Laurens megye (Dél-Karolina)
Laurens megye az Amerikai Egyesült Államokban, azon belül Dél-Karolina államban található. Megyeszékhelye és legnagyobb városa Laurens. Lakosainak száma 67 539 fő (2020. április 1.). Laurens megye Spartanburg, Union, Newberry, Greenwood, Abbeville, Anderson és Greenville megyékkel határos.

## Népesség
A megye népességének változása:
| Lakosok száma | 66 536 | 66 391 | 66 234 | 66 229 | 66 623 | 67 539 |
|               | 2010   | 2011   | 2012   | 2013   | 2015   | 2020   |